# Mariano Limjap

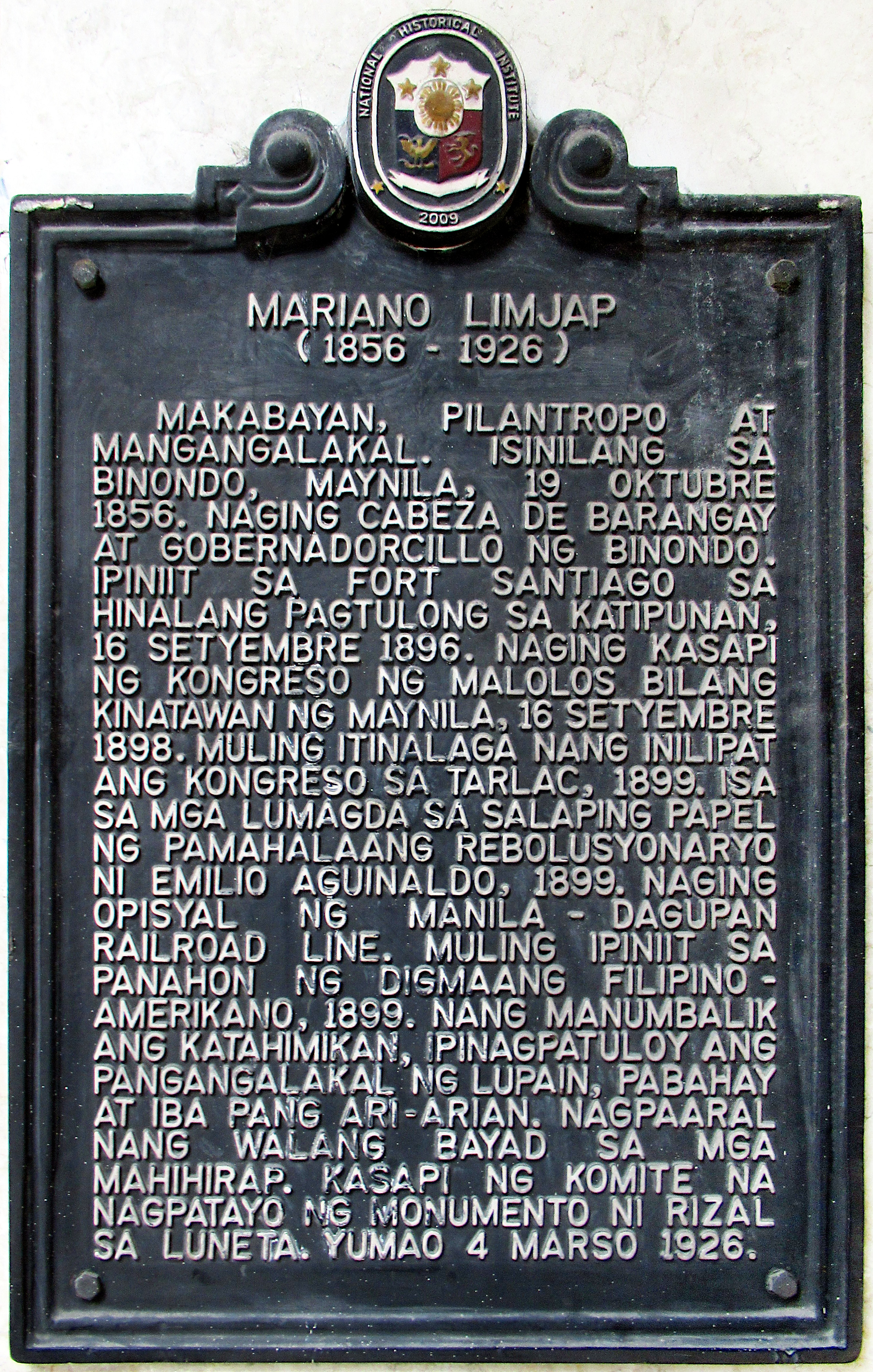
Gedenkplaat

Mariano Limjap (Manilla, 19 oktober 1856 - aldaar, 4 maart 1926) was een Filipijns ondernemer en onafhankelijkheidsstrijder. Hij was lid van het Malolos Congres.

## Biografie
Mariano Limjap werd geboren op 19 oktober 1856 in Binondo in de Filipijnse hoofdstad Manilla. Hij was de eerste van drie zonen van Policarpia Nolasco en Joaquin Limjap. Zijn vader was een Chinese zakenman die leningen verstrekte aan boeren voor suiker, tabak en hennep. na de dood van zijn vader begon hij met de aanzienlijke erfenis zijn eigen import- en exportbedrijf. Ook was hij een succesvol investeerder. De Spaanse koloniale machthebbers stelden hem na verloop van tijd aan als cabeza de barangay ook wel gobernadorcillo van Binondo. 
Na de uitbraak van de Filipijnse Revolutie werd Limjap wegens vermeende betrokkenheid gearresteerd en gevangen gezet. Na het verlies van de Spanjaarden van de Amerikanen in de Slag in de Baai van Manilla werd hij weer vrijgelaten. Limjap was een van de drie personen die papiergeld van de revolutionaire overheid kon autoriseren. De andere twee waren Pedro Paterno en Telesforo Chuidian. Na de uitbraak van de Filipijns-Amerikaanse Oorlog was Limjap een van de leden van het Malolos Congres. Hij werd uiteindelijk door de Amerikaanse troepen gevangen genomen en opnieuw vastgezet. Na het einde van de oorlog werd Limjap, na het het zweren van trouw aan de nieuwe machthebber, weer vrijgelaten.
Nadien pakte Limjap zijn zaken weer op. Hij investeerde in vastgoed en bouwde huizen Manilla en diverse andere locaties op Luzon. Hij was aandeelhouder in diverse grote Filipijns bedrijven. Ook was hij directeur van de Bank of the Philippine Islands. Ook verzamelde hij kunst van bekende Filipijns schilders als Juan Luna, Felix Resurreccion Hidalgo en Fabian de la Rosa. Daarnaast ondersteunde hij in deze fase van zijn leven arme Filipijnse studenten die hun studie zelf niet konden betalen. Limjap hielp ook mee het Rizal-monument te realiseren in Luneta Park (Rizal Park).
Limjap overleed in 1926 op 69-jarige leeftijd. Met zijn eerste vrouw kreeg hij een zoon en een dochter. Met zijn tweede vrouw Maria Escolar kreeg hij zeven kinderen.